# Cantone di Bruay-la-Buissière
Il Cantone di Bruay-la-Buissière è una divisione amministrativa dell'arrondissement di Béthune e dell'arrondissement di Arras.
A seguito della riforma approvata con decreto del 24 febbraio 2014, che ha avuto attuazione dopo le elezioni dipartimentali del 2015, è passato da una frazione urbana a 12 comuni.

## Composizione
Prima della riforma del 2014 comprendeva solo parte del comune di Bruay-la-Buissière.
Dal 2015 i comuni appartenenti al cantone sono i seguenti YY:
- Bajus
- Beugin
- Bruay-la-Buissière
- Caucourt
- La Comté
- Estrée-Cauchy
- Fresnicourt-le-Dolmen
- Gauchin-Légal
- Hermin
- Houdain
- Maisnil-lès-Ruitz
- Rebreuve-Ranchicourt